# Adamovské Kochanovce
Adamovské Kochanovce és un poble i municipi d'Eslovàquia que es troba a la regió de Trenčín.

## Història
La primera menció escrita de la vila es remunta al 1332.

## Demografia
| Godina             | 1994 | 2004   | 2014   | 2024   |
| ------------------ | ---- | ------ | ------ | ------ |
| Nombre de persones | 760  | 784    | 841    | 881    |
| Diferència         |      | +3,15% | +7,27% | +4,75% |

| Godina             | 2023 | 2024 |
| ------------------ | ---- | ---- |
| Nombre de persones | 881  | 881  |
| Diferència         |      | +0%  |